# Cercopithecus campbelli
O macaco-de-campbell (Cercopithecus campbelli) é uma espécie de primata que habita as florestas da Costa do Marfim e Guiné-Bissau (Parque Nacional de Dulombi).